# Primera B 2004 (Colombia)
La  Temporada 2004 de la Primera B, conocida como Copa Premier 2004 por motivos comerciales, fue la decimoquinta de la segunda división del fútbol profesional colombiano.
En esta temporada se amplió un cupo para completar 18 equipos en competencia.

## Sistema de juego
El torneo de Primera B se jugó con 18 equipos participantes que se enfrentaron en una ronda de todos contra todos entre marzo y octubre. Al término de esa fase los ocho primeros avanzaron a los cuadrangulares semifinales, compuestos por dos grupos de cuatro equipos cada uno. Los ganadores de los grupos avanzaron a la final por el título del año y el ascenso a la Primera A para la temporada 2005.

## Datos de los clubes

### Relevo anual de clubes
| Ascendido a la Primera A                   |
| ------------------------------------------ |
| Chicó F. C. (Campeón de la Primera B 2003) |

| Descendido a la Primera B                                         |
| ----------------------------------------------------------------- |
| Centauros Villavicencio (Peor promedio acumulado en la Primera A) |

### Equipos participantes
- Chía Fair Play cambia de denominación para llamarse Chía Fútbol Club, sin cambiar de sede.
- Itagüí F.C. cambia de denominación para llamarse Deportivo Antioquia, sin cambiar de sede.
- A partir de esta temporada compite el Bajo Cauca Fútbol Club, convirtiéndose en el equipo 18 de la Primera B y número 36 de la Dimayor.
- A partir de esta temporada compite el Bogotá Fútbol Club, luego de adquirir la ficha del Club Deportivo El Cóndor.
- A partir de esta temporada compite el Valledupar Fútbol Club, luego de adquirir la ficha del Dimerco Real Popayán Fútbol Club.

| Equipo                  | Ciudad/Municipio | Estadio                                                            |
| ----------------------- | ---------------- | ------------------------------------------------------------------ |
| Alianza Petrolera       | Barrancabermeja  | Estadio Daniel Villa Zapata                                        |
| Bajo Cauca              | Caucasia         | Estadio Orlando Aníbal Monroy                                      |
| Bello F.C.              | Bello            | Estadio Tulio Ospina                                               |
| Bogotá F. C.            | Bogotá Soacha    | Estadio Alfonso López Pumarejo Estadio Luis Carlos Galán Sarmiento |
| Centauros Villavicencio | Villavicencio    | Estadio Manuel Calle Lombana                                       |
| Chía F.C.               | Chía             | Estadio La Luna                                                    |
| Cúcuta Deportivo        | Cúcuta           | Estadio General Santander                                          |
| Deportivo Antioquia     | Itagüí           | Estadio Metropolitano Ciudad de Itagüí                             |
| Deportivo Rionegro      | Rionegro         | Estadio Alberto Grisales                                           |
| Expreso Rojo            | Cartagena        | Estadio Pedro de Heredia                                           |
| Girardot F.C.           | Girardot         | Estadio Luis Antonio Duque Peña                                    |
| Johann F. C.            | Barranquilla     | Romelio Martinez Metropolitano Roberto Meléndez                    |
| La Equidad              | Bogotá           | Estadio Olaya Herrera                                              |
| Patriotas               | Tunja            | Estadio La Independencia                                           |
| Pumas de Casanare       | Yopal            | Estadio Pier Lora Muñoz                                            |
| Real Cartagena          | Cartagena        | Estadio Pedro de Heredia                                           |
| Real Sincelejo          | Sincelejo        | Estadio Arturo Cumplido Sierra                                     |
| Valledupar F. C.        | Valledupar       | Armando Maestre Pavajeau                                           |

## Todos contra todos
| Pos | Equipo                  | Pts | PJ | G  | E  | P  | GF | GC | DIF |
| --- | ----------------------- | --- | -- | -- | -- | -- | -- | -- | --- |
| 1.  | Expreso Rojo            | 62  | 34 | 18 | 8  | 8  | 49 | 24 | 25  |
| 2.  | Real Cartagena          | 62  | 34 | 18 | 8  | 8  | 59 | 39 | 20  |
| 3.  | Centauros Villavicencio | 58  | 34 | 16 | 10 | 8  | 51 | 32 | 19  |
| 4.  | Cúcuta Deportivo        | 57  | 34 | 16 | 9  | 9  | 47 | 32 | 15  |
| 5.  | Deportivo Antioquia     | 56  | 34 | 15 | 11 | 8  | 48 | 36 | 12  |
| 6.  | Alianza Petrolera       | 54  | 34 | 16 | 6  | 12 | 57 | 40 | 17  |
| 7.  | Patriotas               | 54  | 34 | 14 | 12 | 8  | 49 | 25 | 24  |
| 8.  | Valledupar F. C.        | 51  | 34 | 13 | 12 | 9  | 39 | 34 | 5   |
| 9.  | Bajo Cauca              | 48  | 34 | 14 | 6  | 14 | 42 | 41 | 1   |
| 10. | Pumas de Casanare       | 47  | 34 | 13 | 8  | 13 | 39 | 32 | 7   |
| 11. | La Equidad              | 47  | 34 | 13 | 8  | 13 | 46 | 48 | -2  |
| 12. | Real Sincelejo          | 41  | 34 | 11 | 8  | 15 | 37 | 60 | -23 |
| 13. | Girardot F. C.          | 40  | 34 | 10 | 10 | 14 | 39 | 52 | -12 |
| 14. | Johann F. C.            | 37  | 34 | 9  | 10 | 15 | 36 | 49 | -13 |
| 15. | Bogotá F. C.            | 35  | 34 | 9  | 8  | 17 | 28 | 47 | -19 |
| 16. | Bello F. C.             | 35  | 34 | 9  | 8  | 17 | 30 | 60 | -30 |
| 17. | Deportivo Rionegro      | 31  | 34 | 8  | 7  | 19 | 35 | 56 | -21 |
| 18. | Chía F. C.              | 28  | 34 | 5  | 13 | 16 | 22 | 46 | -24 |

 Pts=Puntos; PJ=Partidos jugados; G=Partidos ganados; E=Partidos empatados; P=Partidos perdidos; GF=Goles a favor; GC=Goles en contra; DIF=Diferencia de gol
|  | Clasificado para los cuadrangulares semifinales. |
|  | Eliminado                                        |

## Cuadrangulares semifinales
Véase también: Escándalo por presunto arreglo.
Esta fase estuvo marcada por un hecho particular. En la última fecha el Real Cartagena debía ganar por cuatro goles al Valledupar F. C., los cuales obtuvo en los 12 minutos finales mientras Cúcuta Deportivo derrotaba 3-1 a Alianza Petrolera, teniendo el cupo en su poder. Este hecho generó sospechas de arreglo a favor del equipo cartagenero, los cuales quedaron únicamente en indicios ya que la investigación fue archivada.

### Grupo A
| Pos | Equipo                  | Pts | PJ | G | E | P | GF | GC | DIF |
| --- | ----------------------- | --- | -- | - | - | - | -- | -- | --- |
| 1.  | Deportivo Antioquia     | 9   | 6  | 2 | 3 | 1 | 9  | 9  | 0   |
| 2.  | Centauros Villavicencio | 8   | 6  | 2 | 2 | 2 | 6  | 5  | 1   |
| 3.  | Expreso Rojo            | 7   | 6  | 1 | 4 | 1 | 10 | 9  | 1   |
| 4.  | Patriotas               | 7   | 6  | 2 | 1 | 3 | 7  | 9  | -2  |

| Grupo A                 | ANT | CEN | EXP | PAT |
| Deportivo Antioquia     |     | 2:1 | 2:2 | 2:1 |
| Centauros Villavicencio | 0:0 |     | 2:1 | 2:0 |
| Expreso Rojo            | 2:2 | 1:1 |     | 3:1 |
| Patriotas               | 3:1 | 1:0 | 1:1 |     |

|  | Avanza a la final. |

### Grupo B
| Pos | Equipo            | Pts | PJ | G | E | P | GF | GC | DIF |
| --- | ----------------- | --- | -- | - | - | - | -- | -- | --- |
| 1.  | Real Cartagena    | 10  | 6  | 3 | 1 | 2 | 9  | 4  | 5   |
| 2.  | Cúcuta Deportivo  | 10  | 6  | 3 | 1 | 2 | 9  | 7  | 2   |
| 3.  | Alianza Petrolera | 7   | 6  | 2 | 1 | 3 | 6  | 9  | -3  |
| 4.  | Valledupar F. C.  | 7   | 6  | 2 | 1 | 3 | 6  | 10 | -4  |

| Grupo B           | REA | CUC | ALI | VDU |
| Real Cartagena    |     | 3:0 | 1:0 | 0:0 |
| Cúcuta Deportivo  | 3:0 |     | 3:1 | 1:0 |
| Alianza Petrolera | 1:0 | 1:1 |     | 3:2 |
| Valledupar F. C.  | 0:5 | 2:1 | 2:0 |     |

|  | Avanza a la final. |

## Final
| Fecha | Ciudad    | Equipo local        | Resultado | Equipo visitante    |
| --- | --------- | ------------------- | --------- | ------------------- |
| 8 de diciembre                                                                                                 | Medellín  | Deportivo Antioquia | 1 - 0     | Real Cartagena      |
| 12 de diciembre                                                                                                | Cartagena | Real Cartagena      | 3 - 0     | Deportivo Antioquia |
| Real Cartagena se corona campeón con el marcador global de 3-1 y asciende a la Primera A en la temporada 2005. |           |                     |           |                     |

|                                   |
| Bandera de Colombia               |
| Campeón Real Cartagena 2.º título |

## Goleadores
| Jugador           | Equipo                  | Goles |
| ----------------- | ----------------------- | ----- |
| Blas Pérez        | Centauros Villavicencio | 29    |
| Víctor Miranda    | Cúcuta Deportivo        | 23    |
| Hugo Arrieta      | Expreso Rojo            | 21    |
| Jhon Jairo García | Bajo Cauca              | 20    |
| Yovanny Arrechea  | Real Cartagena          | 20    |